# Abbaye d'Affligem
Pour l’article homonyme, voir Affligem (homonymie).
L'abbaye d'Affligem, dont le nom complet est abbaye Saint-Pierre-et-Saint-Paul d’Affligem, est un établissement monastique situé dans la section Hekelgem, en Belgique, aux confins du Brabant flamand et de la Flandre-Orientale.
À l'origine, il s'agit d'un ermitage fondé le 28 juin 1062. La communauté d'ermites adopte la règle de Saint-Benoît et fonde l'abbaye en 1085, elle-même à l'origine d'autres monastères et d'affiliations, et ce jusqu'au XIVe siècle quand pas moins de 62 établissements monastiques lui sont liés.
Au début du XVIe siècle, l’abbaye passe au régime commendataire, ce qui entraîne son déclin. Un renouveau se dessine au XVIIe siècle quand une partie des bâtiments est restaurée avec la collaboration de grands artistes tels que Rubens et Gaspard de Crayer. Mais les guerres de la fin du siècle et les armées de Louis XIV entraînent de nouveaux préjudices.
En 1720, l'architecte Laurent-Benoît Dewez est invité à construire une nouvelle hôtellerie de style classique. Mais l’abbaye est supprimée en 1796 et ses 28 moines sont alors expulsés.
Après l'indépendance de la Belgique de 1830 et la nouvelle constitution garantissant la liberté religieuse, l'abbaye reprend vie. De nouvelles fondations voient le jour, jusqu'en Afrique du Sud. En 1879, la communauté décide d'effectuer des travaux d’agrandissements, notamment l'érection d'une nouvelle abbatiale en style néo-gothique. Au XXe siècle, elle est engagée dans l'animation et le renouveau liturgique. Affligem publie un missel des fidèles en 1915 et sa revue de liturgie, lancée en 1919, fait autorité.

## Histoire

### Origine et fondation

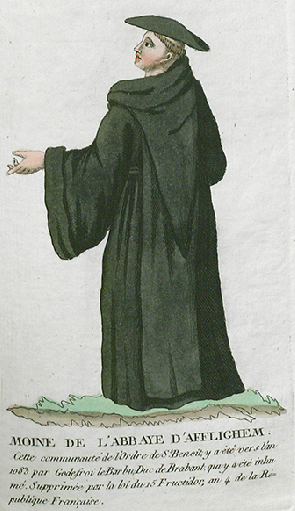
Moine de l'Abbaye d'Afflighem.

Un groupe de six chevaliers, convertis à un mode de vie non-violent par Wederic, moine de l’abbaye Saint-Pierre de Gand, s’installe, en 1062, sur des terres entre Alost et Asse données par le comte palatin, Hermann II de Lotharingie et forment d’abord une communauté d’ermites. Ils sont rejoints par d’autres. La communauté s’organise au fil des années. En 1074, avec l'autorisation de l'archevêque de Cologne 'Anno II, la construction de l'abbaye débute sur une colline à Affligem. L'église, Saint-Pierre, est érigée en 1083 et la règle de Saint-Benoît est adoptée en 1085 au sein de la communauté et mise en place par deux maîtres et modèles d'observance Titubalde prieur et Rodulphe, délégués par Alard, premier abbé de l'Abbaye Saint-Sauveur en 1085 qui vint avec eux la veille de l'Ascension 1085.
Après la mort de Hermann II de Lotharingie en 1085, les moines reçoivent la protection des comtes de Louvain. Les Croisés font des dons considérables à l'abbaye et Godefroy de Bouillon et son frère Baudouin de Boulogne, futur roi de Jérusalem y passent en 1096. La première mention enregistrée de la présence d'une brasserie à l'abbaye est faite en 1129. L'abbaye représente un lieu de refuge préféré pour Henri Ier (roi d'Angleterre), qui commande une extension majeure achevée trois années après sa mort, en 1138. Plusieurs membres de familles notoires sont enterrés dans l'abbaye, dont Godefroid II de Louvain († 1142) et sa fille Adélaïde de Louvain, reine d'Angleterre († 1151). Au XIIe siècle, l’abbaye est connue pour son esprit monastique authentique. Un de ses moines, un certain Jean, est passé dans l’histoire pour avoir composé le premier traité de musique polyphonique. Saint Bernard de Clairvaux passe à Affligem en 1146.
Durant les premiers siècles de son existence, l’abbaye fonde plusieurs prieurés : Wavre (vers 1093), Frasnes-lez-Gosselies (1099) et Bornem (1120). D’autres fondations ou affiliations ont lieu au XIIe ou XIIIe siècle : Saint-André (Bruges), Maria-Laach (en Allemagne), Vlierbeek (près de Louvain), ainsi que les monastères de Forest (Bruxelles) et Grand-Bigard.
Au XIVe siècle, pas moins de 62 prieurés ou monastères sont liés à l’abbaye d’Affligem. Des incendies, en 1333 et 1356, dus aux guerres entre la Flandre et le Brabant ne ralentissent pas son progrès. Affligem est une abbaye prestigieuse et influente, plusieurs abbés occupant des positions importantes. Jean t’Serjacob († 1429)  est membre des états du Brabant et cofondateur de l’université de Louvain. L'abbé Goswin Herdinck († 1493) est souvent envoyé comme ambassadeur par l’archiduc Maximilien d'Autriche, en particulier lorsqu’il s’agit de résoudre des conflits.

### Déclin, reprise et suppression

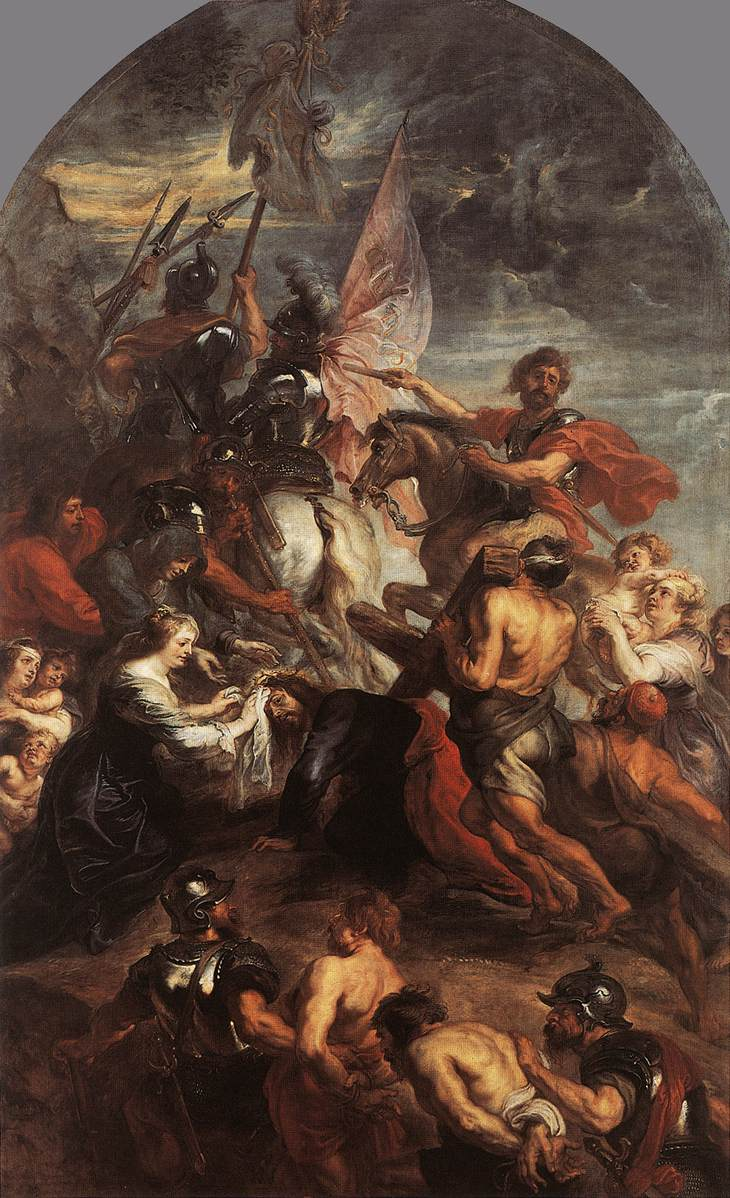
Peter Paul Rubens : The Road to Calvary.

Au début du XVIe siècle, l’abbaye passe au régime commendataire, ce qui entraîne son déclin, au spirituel comme au temporel. Ses abbés commendataires ne s’intéressent qu’aux revenus qu’elle leur procure. La famille de Croÿ donne deux abbés à Affligem. L’un, Guillaume de Croÿ, est également évêque de Cambrai et abbé de Saint-Pierre (Gand). À 19 ans, il est même primat d’Espagne et meurt quatre ans plus tard dans un accident de chasse. Lui succède son frère, Charles de Croÿ : tonsuré à 10 ans, il est abbé d’Affligem à 14 ans et évêque de Tournai à 18 !
En 1561, par décision du pape Pie IV, l’abbaye est incorporée au patrimoine de l’archidiocèse de Malines, récemment créé (1559), le but étant d’assurer des revenus au nouveau diocèse. Le bien de l’abbaye et de ses moines est oublié. En 1580, les troupes de Guillaume d’Orange y mettent le feu. Pour couronner le tout, les refuges qu’Affligem possède à Louvain et Termonde sont vendus en 1595 par l’archevêque de Malines, Hovius, qui cherche des fonds pour se construire un palais épiscopal.
Un  renouveau se dessine au XVIIe siècle avec l’abbé Benoît van Haeften († 1648), qui restaure une partie des bâtiments et s’assure la collaboration de grands artistes tels que Gaspard de Crayer et Rubens. Ce dernier est chargé, en 1634, de peindre un monumental retable représentant le Christ tombant avec la croix où Rubens se peint lui-même comme un officier romain (L’œuvre est exposée en permanence dans les musées royaux des Beaux-Arts de Belgique à Bruxelles). L’abbé Benoît van Haeften réussit également à rassembler autour d’Affligem une fédération de monastères bénédictins des Pays-Bas. Cette fédération ne lui survit que quelques années et est dissoute en 1654. Les guerres de la fin du siècle et les armées de Louis XIV entraînent de nouveaux préjudices : les moines ne sont plus qu’une trentaine en 1686.
En 1720, le célèbre architecte Laurent-Benoît Dewez est invité par l’abbé Odon de Craecker à construire une nouvelle hôtellerie. C’est le beau bâtiment de style classique, appelé maison de l’évêque, que l’on peut voir encore aujourd’hui.
Au XVIIIe siècle le domaine de l'abbaye représente plus de 8 000 ha et les moines sont au nombre de 36 en 1763. Lorsque l’abbaye est supprimée et ses biens déclarés biens nationaux, les moines, alors expulsés le 11 novembre 1796, sont 28 à quitter les lieux.

### Restauration
En fait, un groupe de moines reste ensemble et forme, dès 1801, communauté autour de Beda Regaus, dernier abbé d'Affligem. Après l'indépendance de la Belgique (1830) - et la nouvelle constitution garantissant entière liberté religieuse - le groupe, réduit à 8 survivants, reprend, en 1837, un ancien couvent de capucins à Termonde. Sous l’impulsion de Veremandus d’Haens, les autorités ecclésiastiques reconnaissent la restauration canonique d’Affligem à Termonde (1841). À la mort du dynamique abbé d’Haens, en 1846, les moines sont 12.
En 1868, les ruines de l’ancienne abbaye d’Affligem sont rachetées. Son domaine est beaucoup plus petit et un travail considérable doit être fait avant que les moines ne puissent réintégrer les lieux. C’est possible deux ans plus tard. Le 18 juin 1870, 12 moines partent alors à pied de Termonde pour revenir à Affligem.
L’abbaye reprend immédiatement vie. Des travaux d’agrandissements, avec une nouvelle abbatiale en style néo-gothique, sont entrepris en 1879. De nombreuses vocations permettent des fondations, à Merkelbeek, dans le Limbourg néerlandais (1892), et une autre dans le Transvaal en Afrique du Sud.

### XXesiècle
Un nouveau cloître, une cage d’escalier et une bibliothèque sont érigés en 1933-1934, parmi un ensemble de bâtiments réalisé selon les plans de l'architecte néerlandais Alexander Kropholler (nl). En 1972, l’église néo-gothique est démolie et remplacée par une autre plus moderne.
À côté de la nouvelle abbaye se dressent quelques constructions de l'ancienne dont la Maison des Évêques, une porte et un pavillon, ainsi que des ruines de l'abbatiale primitive, soit un mur de la nef fleuri de cinq baies ogivales.
Au XXe siècle, ayant été soustraits aux tentatives iconoclastes ou spoliatrices, de nombreux trésors restent en possession des moines d'Affligem-Hekelgem : prestigieux vêtements liturgiques, calice de Saint-Bernard et autres orfèvreries, manuscrits anciens, etc.
Redonnant vie à une très ancienne tradition bénédictine, Affligem est engagée dans l’animation et le renouveau liturgique. Elle publie un missel des fidèles en 1915 et sa revue de liturgie, lancée en 1919, fait autorité. Un centre culturel est ouvert en 1967. Il s’y trouve également un centre religieux et un centre de rencontre pour les jeunes.
L'abbaye bénédictine d'Affligem est membre de la congrégation de Subiaco Mont-Cassin.

## Personnalités
Les personnalités suivantes sont liées à l'abbaye d'Affligem[réf. non conforme] :

### Abbés d'Affligem (1087-1595)
- Fulgentius (1087-1122)
- Franco I (1122-1134)
- Albert, bijgenaamd Marianus (1134-1136)
- Petrus (1136-1149)
- Godeschalk van Aa (1147-1163 en 1185-1195)
- Arnulf (1164-1185)
- Zeger van Kraainem (1195-1197)
- Willem I (1197-1203)
- Robrecht (1203-1227)
- Willem II (1227-1242)
- Jan I de Patria (1242-1262)
- Hendrik I (1262-1265)
- Hendrik II (1265-1309)
- Willem III Loef (1309-1311)
- Jan II (1311-1313)
- Thomas (1313-1334)
- Jan III du Mont (1334-ca.1360)
- Jan IV van Woluwe (ca.1360-1369)
- Amalrik Taye (1369-1398)
- Hendrik III van Sint-Geuriks (1398-1413)
- Jan V t'Serjacobs (1413-1426) - fut un des cofondateurs de l'université de Louvain
- Hendrik IV van Asse (1426-1457)
- Goswin Herdickx (1457-1493)
- Willem IV Michiels (1493-1518)
- Guillaume de Croÿ (1518-1521)
- Charles de Croÿ (1521-1564)
- Arnold Motmans (1565-1569)

### Prévôts d'Affligem  (1569-1796)
- Petrus Coels (1569-…)
- Andreas Coels (…-1575)
- Jaspar Smets (1575-1577)
- Livinus de Muldere (1577-1597)
- Willem van der Haegen (1597-1599)
- poste vacant 1599-1602
- Hubert du Bray (1602-1605)
- Judocus Cobbaert (1605-1619)
- Benedictus (Jacobus) van Haeften (1619-1648) - restaura une partie des bâtiments en s’assurant la collaboration de grands artistes tels que Rubens et Gaspard de Crayer
- Robert (Gillis) Estrix (1648-1664)
- Emilien van Hoyvorst (1664-1682)
- Rupert (Egidius) Beydael (1682-1685)
- Vedastus Van Nuffel (1685-1690)
- Romanus (Adriaan) Spruyt (1690-1698)
- Odo (Nicolaas) De Craecker (1698-1743) - invita le célèbre architecte Laurent-Benoît Dewez à construire une nouvelle hôtellerie[5]
- Radulf (Frans) Crucken (1743-1758)
- Fulgentius (Joachim) Biebuyck (1758-1763)
- Beda Regaus (1763-1796)

### Supérieurs d'Affligem (1801-1887)
- Beda Regaus (1801-1808)
- Columbanus de Craecker (1808-1825)
- Veremundus D'Haens (1825-1846)
- Benedictus Van den Brulle (1846-1857)
- Ludgerus Knuffmann (1857-1862)
- Augustinus Brizard (1862-1868)
- Jozef Vael (1868-1870)
- Clodoald van Aalst (1870-1877)
- Godehard Heigl (1877-1887)

### Abbés réguliers d'Affligem (1887-)
- Godehard Heigl (1887-1912)
- Benedictus Van Schepdael (1912-1951)
- Franco II de Wyels (1951-1962)
- Jan Goetghebeur (1962-2001)
- Benedikt Verschelden (2001-2008)
- Rik De Wit: (2008-2014)
- Gerard Van Malderen (2014-)

### Autres personnalités liées à Affligem
- Antoine Sandérus (1586-1664) fut un historien ayant passé ses dernières années à l’abbaye, où il est enterré.
- Le père Paul Luyckx (1824-1896), moine de l'abbaye des Saints-Pierre-et-Paul de Termonde (Dendermonde), contribua à la restauration de l'abbaye d'Affligem, fondateur de l'abbaye de Steenbrugge (Bruges) en 1878, décédé en l'abbaye de Termonde le 24 février.